# Breach
Breach — мини-альбом шотланского певца Льюиса Капальди, изданный 8 ноября 2018 года. В него вошли синглы «Tough», «Grace» и «Someone You Loved», а также демо песни «Something Borrowed».
В отзыве от Capitol Records говорится: «Альбом Breach с его эмоционально отзывающимися, прекрасно продуманными песнями о любви и отношениях является ещё одной демонстрацией вокального и композиторского таланта Капальди».

## Список композиций
| №  | Название                    | Длительность |
| -- | --------------------------- | ------------ |
| 1. | «Tough»                     | 3:48         |
| 2. | «Grace»                     | 3:03         |
| 3. | «Someone You Loved»         | 3:02         |
| 4. | «Something Borrowed» (Demo) | 3:15         |

## Позиции в чартах

### Еженедельные чарты
| Чарт (2019)                    | Наивысшая позиция |
| ------------------------------ | ----------------- |
| Канада (Canadian Albums Chart) | 95                |

### Годовые чарты
| Чарт (2019)                     | Позиция |
| ------------------------------- | ------- |
| Дания Danish Albums (Hitlisten) | 71      |

### Сертификации
| Регион                                                                      | Сертификация | Продажи |
| --------------------------------------------------------------------------- | ------------ | ------- |
| Дания (IFPI Danmark)                                                        | Золотой      | 10 000  |
| Данные о продажах + прослушиваниях приведены только на основе сертификации. |              |         |